# Cratere Izakay
Izakay  è un cratere sulla superficie di Venere.